# لوئیس مکسون
لوئیس مکسون (انگلیسی: Louis Maxson; ۲ ژوئیهٔ ۱۸۵۵ – ۲ ژوئیهٔ ۱۹۱۶) کماندار اهل ایالات متحده آمریکا بود.